# Lamprologus symoensi
Lamprologus symoensi är en fiskart som beskrevs av Poll, 1976. Lamprologus symoensi ingår i släktet Lamprologus och familjen Cichlidae. IUCN kategoriserar arten globalt som otillräckligt studerad. Inga underarter finns listade i Catalogue of Life.